# Åsmund Aukrust

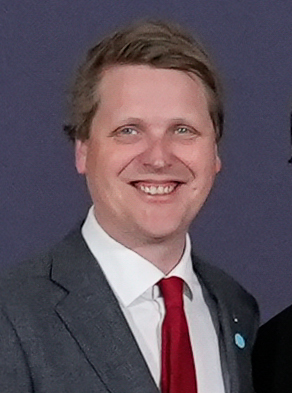
Åsmund Aukrust, 2025

Åsmund Grøver Aukrust (* 28. Februar 1985 in Oslo) ist ein norwegischer Politiker der sozialdemokratischen Arbeiderpartiet (Ap). Er fungiert seit Februar 2025 als Entwicklungsminister seines Landes. Seit 2013 ist er Abgeordneter im Storting.

## Leben
Nach dem Abschluss der weiterführenden Schule studierte er von 2004 bis 2010 Soziologie an der Universität Oslo. Aukrust saß von 2003 bis 2007 im Kommunalparlament von Bærum. In den Jahren von 2007 bis 2013 war er Abgeordneter im Fylkesting von Akershus. Zwischen 2010 und 2014 fungierte Aukrust als stellvertretender Vorsitzender der Parteijugend Arbeidernes Ungdomsfylking (AUF). In seiner Zeit als stellvertretender Vorsitzender fiel der Anschlag auf das AUF-Camp auf der Insel Utøya am 22. Juli 2011. Von 2011 bis 2013 war er Vizepräsident der International Union of Socialist Youth (IUSY). In dieser Zeit gehörte er auch dem Vorstand der Anti-EU-Organisation Nei til EU an. Von Januar bis Dezember 2011 arbeitete er als politischer Referent im Kulturministerium.
Aukrust zog bei der Parlamentswahl 2013 erstmals in das norwegische Nationalparlament Storting ein. Dort vertritt er den Wahlkreis Akershus. Aukrust wurde nach der Wahl 2013 sowie erneut nach der Wahl 2017 Mitglied im Energie- und Umweltausschuss. Im Anschluss an die Stortingswahl 2021 wechselte er in den Außen- und Verteidigungsausschuss, dessen erster stellvertretender Vorsitzender er im November 2021 wurde. Im November 2021 wurde Aukrust zudem Mitglied im Ap-Fraktionsvorstand und im März 2022 stellvertretender Fraktionsvorsitzender.
Am 4. Februar 2025 wurde Aukrust zum Minister für Internationale Entwicklung in der Regierung Støre ernannt. Der Ministerposten ist im norwegischen Außenministerium angesiedelt. Aukrust wurde Nachfolger der Senterpartiet-Politikerin Anne Beathe Tvinnereim, die aufgrund des Regierungsaustritts der Senterpartiet aus dem Amt ausschied.

## Positionen

### Palästina
Im Februar 2024 gab Aukrust bekannt, dass er das Hilfswerk der Vereinten Nationen für Palästina-Flüchtlinge im Nahen Osten (UNRWA) für den Friedensnobelpreis nominiert habe. Zuvor wurden Vorwürfe öffentlich, dass Mitarbeiter der UNRWA am 7. Oktober 2023 am Terrorangriff der Hamas auf Israel beteiligt gewesen seien und Zivilisten als Geisel genommen hätten. Einem Bericht des Wall Street Journals zufolge waren zu dieser Zeit rund 23 % der männlichen UNRWA-Mitarbeiter in den Hamas-Strukturen aktiv.

### Monarchie
Aukrust befürwortet die Abschaffung der Monarchie in Norwegen. Im Jahr 2022 legte er gemeinsam mit den Arbeiderpartiet-Politikern Torstein Tvedt Solberg und Anette Trettebergstuen, dem FrP-Abgeordneten Sivert Bjørnstad sowie der Høyre-Abgeordneten Heidi Nordby Lunde einen Gesetzesvorschlag zur Abschaffung des Königshauses vor.